# Strâmtoarea Danemarcei

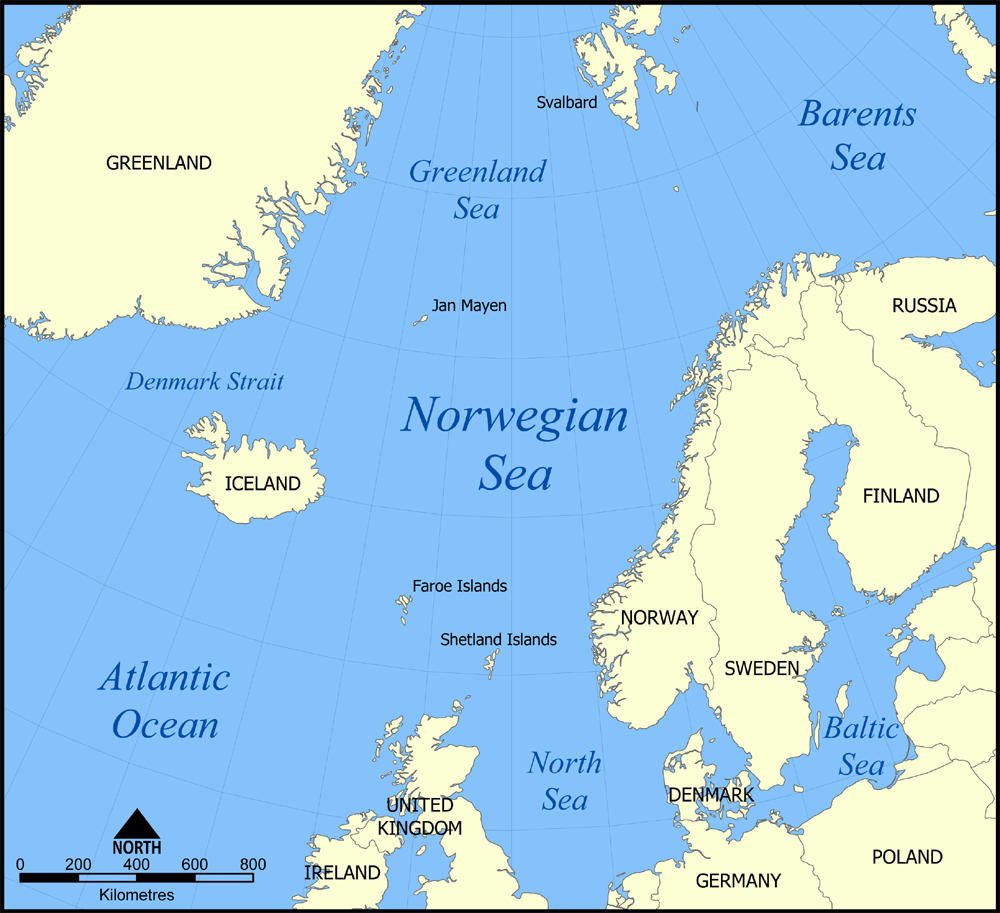
Localizarea Strâmtorii Danemarcei

Strâmtoarea Danemarcei (în daneză Danmarksstrædet, în islandeză Grænlandssund), este o strâmtoare între Groenlanda (în nord-vest) și Islanda (în sud-est) care face legătura între Oceanul Arctic și Oceanul Atlantic. Insula norvegiană Jan Mayen este situată la nord-est de această strâmtoare.
Are o lungime de 480 km și o lățime minimă de 290 km. Curentul rece al Groenlandei de Est trece prin strâmtoare spre sud, transportând spre Oceanul Atlantic de Nord aisberguri  dar și cantități mari de nutrienți, permițând astfel dezvoltarea unor bancuri mari de pești. Din această cauză, Strâmtoarea Danemarcei are o importanță mare pentru pescuit, dar servește și ca zonă de hrănire pentru mamifere marine mari, cum ar fi balenele cu cocoașă sau balenele pitice nordice . Din octombrie până în iunie, zona strâmtorii este acoperită de gheață.
În timpul celui de-al Doilea Război Mondial, aici a avut loc, în 24 mai 1941 Bătălia din Strâmtoarea Danemarcei. În cursul ei, cuirasatul german Bismarck a scufundat crucișătorul greu britanic HMS Hood și a avariat ușor cuirasatul Prince of Wales, dar a fost avariat la rândul său de ultimul . 